# Kecel
Kecel (horvátul: Keceja, Kecielj) város Bács-Kiskun vármegyében, a Kiskőrösi járásban.

## Fekvése
Kecel földrajzilag a Duna–Tisza közi homokhátságon, a Bugaci-homokháton helyezkedik el, illetve három történeti-néprajzi táj: a Kiskunság, a Bácska és a Kalocsai Sárköz találkozásánál fekszik.
A szomszédos települések: észak felől Kiskőrös, északkelet felől Soltvadkert, délkelet felől Imrehegy, dél felől Császártöltés, délnyugat felől Homokmégy, nyugat felől pedig Öregcsertő. Északnyugat felől Szakmárhoz és Dunapatajhoz tartozó külterületek határolják, de mindkettőtől aránylag távol fekszik, közvetlen közúti összeköttetése egyikkel sincs.

### Megközelítése
Legfontosabb közúti megközelítési útvonala a Kecskemét és Baja térségét összekötő 54-es főút, amely végighúzódik a központján, északkelet-délnyugati irányban. Áthalad még a városon az 5309-es út is, az 5301-es út pedig északi külterületeit érinti. Megközelíthető Kiskőrös, Soltvadkert, Kiskunhalas, Kalocsa vagy Császártöltés felől.
Áthalad a területén a MÁV 153-as számú Kiskőrös–Kalocsa-vasútvonala is, de a vonalon ma már jó ideje (2007 márciusa óta) nincs személyforgalom. Kecel vasútállomás a város központjától viszonylag messze létesült, a legészakibb fekvésű lakóházaktól is jó egy kilométerre északra, az 5309-es út vasúti keresztezésének északkeleti oldalán, Kecel-Szilos megállóhely pedig a település nyugati határában működött.

## Története
Kecel első írásos említése 1198-ból való, az oklevél szerint békés pásztornép lakta egykor a pusztát. A tatár és török pusztítások során a település elnéptelenedett. Patachich Gábor kalocsai érsek 1734. április 22-én kelt rendelete alapította újra Kecelt. 
Leírás a településről a 18. század végén:		
```
„
Magyar falu Pest Várm. Földes Ura a’ Kalocsai Érsekség, lakosai katolikusok, fekszik Kalocsához 2 3/4, Tsászártöltéshez pedig 1 1/2 mértföldnyire, határja három nyomásbéli, kétszeres búzát, rozsot, zabot terem, földgye homokos, buczkás, szőleje gyenge veres bort terem, sok juhokat tartanak, úgy hogy a’ miatt marhájok is meg fogyott, erdeje kevés, vannak lenn mag olaj sajtóji.”
				
(
Vályi András
: 
Magyar országnak leírása
: Keczel 
1796
–
1799
)
```

A településen 1869-ben épült fel az első postahivatal. 1878-ban avatták fel az eklektikus stílusban épült községházát, amelyben polgármesteri hivatal jelenleg is működik. A Kecelt érintő Kiskőrös–Kalocsa-vasútvonalon 1882. december 5-én indult meg a vasúti közlekedés.
Az 1900-as években a településhez csatolták a szomszédos Polgárdi pusztát, így kialakult a ma ismert közigazgatási terület. 1921-ben megalakult a Keceli Sport Egyesület (KSE). 1928. június 28-án felavatták a Hősök szobrát a Ligetben. 1928-ra kiépült a telefonhálózat, 1931-ben benzinkút épült a Császártöltési úton. A villanyt 1952-ben vezették be Kecelre. Az Arany Jánosról elnevezett, nyolc tantermes általános iskolát 1959. november 7-én adták át. Az elmúlt évtizedekben nem fejlesztett termálfürdő és uszoda egy 1960-ban 1000 méter mély próbafúrás során lelt, 42 °C-os, jódos-brómos hévízforrásra épült.
Kecelt 1970. január elsején nyilvánították nagyközséggé, a városi rangot 1993. április 22-én kapta meg Göncz Árpád akkori köztársasági elnöktől.

## Napjaink
A város a közelmúltban is sokat fejlődött, jelentősen bővült a infrastruktúra. A gázhálózat kiépítése mellett, elkezdődtek a csatornázási munkálatok. A településen számos park és több szökőkút épült.
Kecel havonta megjelenő ingyenes folyóirata a „Keceli Hírek”.
Kecelen rendezik minden év december első hétvégéjén a Flora Virágkiállítás és Kötészeti Versenyt. A város híres népművészeti hagyományairól, ami a Hetrec néptánc egyesületnek, a harmonikaversenyeknek és a folklórtalálkozóknak is köszönhető.
A szőlő- és bortermelő település a Kunsági borvidékhez tartozik, ismert borait a 2600 hektáron termelt szőlőből készítik.
A Kiskőrös–Kalocsa-vasútvonalon 2007. március 4. óta szünetel a személyszállítás.

## Közélete

### Polgármesterei
- 1990–1994: Schindler János (független)[5]
- 1994–1998: Schindler János (független)[6]
- 1998–2002: Schindler János (független)[7]
- 2002–2006: Schindler János (független)[8]
- 2006–2010: Haszilló Ferenc Attila (független)[9]
- 2010–2014: Haszilló Ferenc Attila (Fidesz-KDNP)[10]
- 2014–2019: Haszilló Ferenc Attila (Fidesz-KDNP)[11]
- 2019–2024: Haszilló Ferenc Attila (Fidesz-KDNP)[12]
- 2024– : Benedeczki Tamás (független)[1]

## Népesség
A település népességének változása:
| Lakosok száma | 8707 | 8646 | 8406 | 8220 | 7983 | 7932 | 7907 |
|               | 2013 | 2014 | 2018 | 2021 | 2022 | 2023 | 2024 |

2001-ben a város lakosságának 98%-a magyar, 2%-a cigány nemzetiségűnek vallotta magát.
A 2011-es népszámlálás során a lakosok 93%-a magyarnak, 5,7% cigánynak, 1,7% románnak 1,1% németnek mondta magát (6,8% nem nyilatkozott; a kettős identitások miatt a végösszeg nagyobb lehet 100%-nál). A vallási megoszlás a következő volt: római katolikus 70%, református 2,7%, evangélikus 1,4%, görögkatolikus 0,1%, izraelita 0,1%, felekezeten kívüli 7,8% (14% nem nyilatkozott).
2022-ben a lakosság 91,6%-a vallotta magát magyarnak, 4,9% cigánynak, 1,4% németnek, 0,7% románnak, 0,1-0,1% horvátnak, bolgárnak, ukránnak, szlováknak és szerbnek, 1,6% egyéb, nem hazai nemzetiségűnek (8,3% nem nyilatkozott; a kettős identitások miatt a végösszeg nagyobb lehet 100%-nál). Vallásuk szerint 52,6% volt római katolikus, 2,2% református, 1,3% evangélikus, 0,2% görög katolikus, 0,2% ortodox, 3,5% egyéb keresztény, 1,1% egyéb katolikus, 6,6% felekezeten kívüli (32,2% nem válaszolt).

## Nevezetességei
- Pintér Művek Haditechnikai Park, Hadtörténeti Múzeum
- Szabadság-emlékmű (Eskulits Tamás)
- Második világháborús emlékmű
- Trianon-emlékmű
- 18. századi barokk temetőkápolna
- A községháza 1878-ban épült eklektikus stílusban.
- Patachich Gábor szobra
- Első világháborús, és 56-os emlékmű
- Római istenek kútja
- A Szentháromság-templom 1802-ben épült, barokk stílusban
- A Nepomuki Szent János-szobor 1820-ban épült.
- Ősök kútja
- A Szent Család-templomot 1820-ban szentelték fel.
- Az evangélikus templomot 1992-ben fejezték be.
- Keceli Gyógyfürdő: Az itteni gyógyvíz alkáli-hidrogén-karbonátos gyógyvíz, mely jodidot és bromidot is tartalmaz. A víz összetételénél fogva mozgásszervi megbetegedések, idegrendszeri megbetegedések, bizonyos nőgyógyászati problémák és reumatikus panaszok kezelésére alkalmas. A fürdő jelenlegi területén két medence várja a fürdővendégeket.
- Érseki vadaspark
- II. János Pál pápa mellszobor

## Híres keceliek
- Itt született Barta Imre, születési nevén Birnfeld Imre, magyar orvos, haematológus, egyetemi tanár.
- Itt született Lehoczki Károly (CZKI) magyar karikaturista, zenész.
- Itt született Raffai Sarolta magyar író, költő, pedagógus, országgyűlési képviselő
- Itt született Szabián Norbert magyar sportlövő
- Itt született Szendy Szilvi magyar színésznő, szubrett.
- Itt született Szigetvári Dávid magyar operaénekes (tenor)

## Sportolási lehetőség
- Kézilabdázás: Városi sportcsarnok
- Labdarúgás: Városi focipálya
- Tollaslabda: Művelődési ház sportcsarnok

## Testvérvárosai
- Schwarzenbruck Németország (1991)
- Lupény Románia (2009)[16]

## Képgaléria

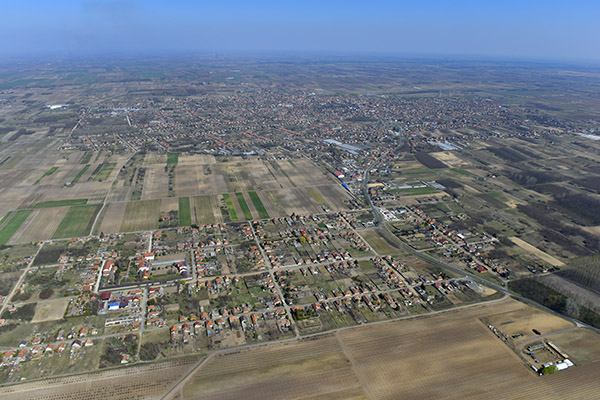
A város látképe madártávlatból
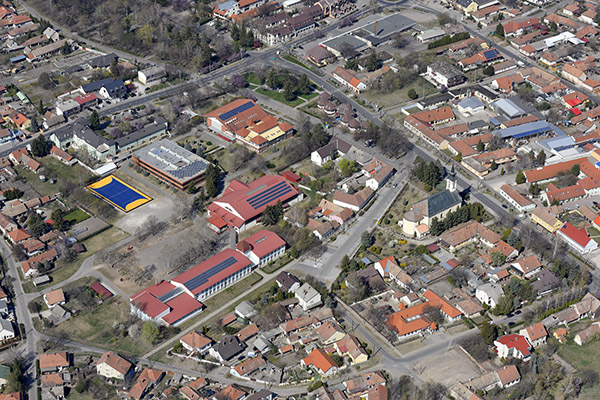
Kecel légi fotón
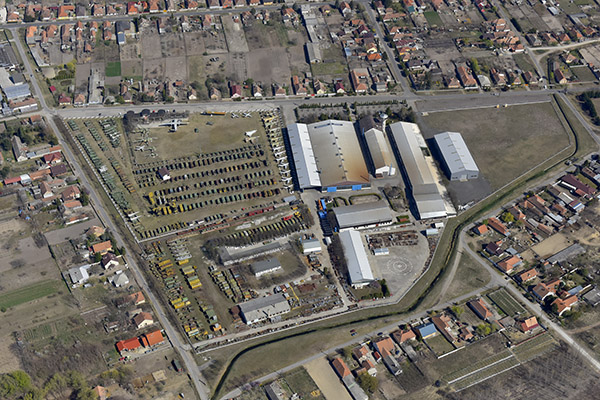
A haditechnikai park a levegőből
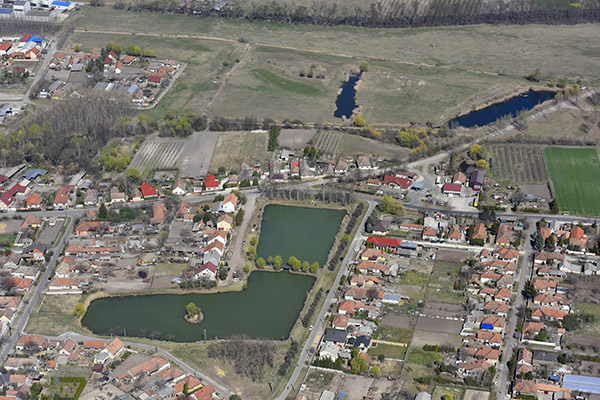
A Kenderföldi-tó a magasból
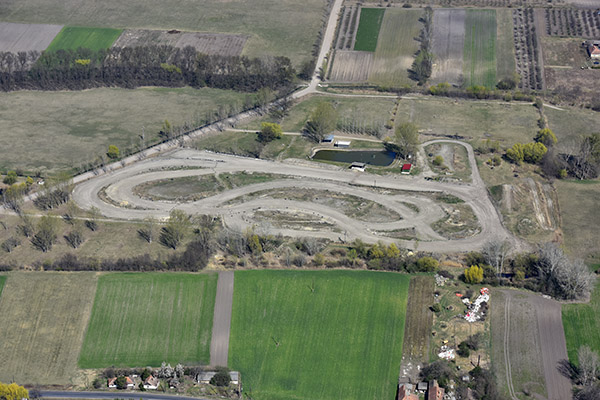
A helyi krosszpálya légi felvételen